# Huckleberry Finn (Anime)
Huckleberry Finn  (jap. ハックルベリィの冒険, Hakkuruberii no Bōken) ist eine Anime-Fernsehserie von Group TAC und Nippon Herald aus dem Jahr 1976. Sie basiert auf dem Roman Die Abenteuer des Huckleberry Finn von Mark Twain. In den 1990er Jahren kam ein Zusammenschnitt der Serie als Film und eine Neuverfilmung als Original Video Animation heraus.

## Inhalt
Huckleberry Finn wurde von der Witwe Douglas aufgenommen, die ihn zu erziehen versucht. Doch sein Vater entführt ihn und Huck kann nur fliehen, indem er seinen Tod vortäuscht. Auf einer Insel trifft er Jim, Sklave der Schwester der Witwe Douglas. Gemeinsam bauen sie ein Floß und fliehen auf dem Mississippi, um ihre Freiheit zu erlangen.

## Produktion und Veröffentlichung
Die Serie wurde 1976 vom Studio Group TAC und dem Filmvertrieb Nippon Herald (heute: Cineplex) unter der Regie von Hiroyoshi Mitsunobu produziert. Dieser war auch gemeinsam mit Masakazu Higuchi und Tameo Kohanawa als Produzent verpflichtet worden. Das Drehbuch schrieb Mamoru Sasaki. Die Erstausstrahlung fand vom 2. Januar bis zum 25. Juni 1976 bei Fuji TV statt.
Eine deutsche Synchronisation der Serie wurde ab dem 15. März 1991 bei Tele 5 ausgestrahlt. 1995 erfolgte eine Ausstrahlung durch RTL. Bereits 1978 wurde der Anime im taiwanesischen Fernsehen gezeigt, später auch im französischen, spanischen, italienischen, polnischen und portugiesischen. Auch eine englische Fassung wurde veröffentlicht.

### Synchronisation
| Rolle                   | japanischer Sprecher (Seiyū) | deutsche Sprecher |
| ----------------------- | ---------------------------- | ----------------- |
| Huckleberry Finn        | Masako Nozawa                | Björn Schalla     |
| Jim                     | Yasuo Yamada                 | Dieter B. Gerlach |
| Frau Watson             | Masako Nozawa                |                   |
| Window Douglas          | Reiko Muto                   |                   |
| Catherine               | Rihoko Yoshida               |                   |
| Thatcher                | Koichi Kitamura              |                   |
| Huckleberry Finns Vater | Chikao Ootsuka               |                   |
| König                   | Junpei Takiguchi             |                   |

### Musik
Die Musik der Serie wurde komponiert von Nobuyoshi Koshibe. Das Vorspannlied ist Hora Huckleberry Finn (ほらハックルベリィ・フィン) von Horie Mitsuko and Korogi '73. Von diesen stammt auch der Abspanntitel Kawa no Uta (河のうた).

## Adaptionen
Ein 86 Minuten langer Zusammenschnitt der Serie als Film erschien 1991 in Japan. 1993 erschien in Japan eine sechsteilige Original Video Animation zur Serie. Jede Folge der OVA hat 50 Minuten Laufzeit. Regie führte Norio Kashima und das Drehbuch schrieben Koichi Mizuide und Saburo Ebinuma.
Eine Neuverfilmung des Stoffes von Mark Twain kam 1994 als Die Abenteuer von Tom Sawyer und Huck Finn (ハックルベリー・フィン物語, Huckleberry Finn Monogatari) ins japanische und später ins deutsche Fernsehen.